# Terminalia virens
Terminalia virens är en tvåhjärtbladig växtart som först beskrevs av Richard Spruce och August Wilhelm Eichler, och fick sitt nu gällande namn av Alwan och C.A. Stace. Terminalia virens ingår i släktet Terminalia och familjen Combretaceae. Inga underarter finns listade i Catalogue of Life.